# Lange Brinkweg 30
Lange Brinkweg 30 is een gemeentelijk monument in Soest in de provincie Utrecht.
De vroegere kaasmakerij hoorde bij de boerderij op Lange Brinkweg 28a. De achtergevel heeft een tuit en muurankers. Het zadeldak is afgewolfd.